# 阿部久令亜
阿部 久令亜（あべ くれあ、2013年9月26日 - ）は、日本の子役タレント。ジョビィキッズ所属。

## 出演

### 映画
- 空母いぶき（2019年5月24日）
- 最高の人生の見つけ方（2019年10月11日） - 入院患者 役
- 月の満ち欠け（2022年12月2日）[2] - 小山内瑠璃（幼少） 役

### テレビドラマ
- あなたには帰る家がある（2018年4月13日 - 6月22日、TBS） - 佐藤麗奈（幼少期） 役
- あなたの番です（2019年4月14日 - 9月8日、日本テレビ） - 妹尾あいり（幼少期） 役
- 35歳の少女（2020年10月10日 - 12月12日、日本テレビ） - 時岡愛美（7歳時） 役[3]
- 大河ドラマ 鎌倉殿の13人（2022年、NHK）
- 警視庁・捜査一課長 season6 第1話・第2話（2022年4月14日・21日、テレビ朝日） - 大岩春菜 ・ 新野はるな 役
- PICU 小児集中治療室 第9話(2022年12月5日、フジテレビ) - 奥野紀來 役
- アンメット ある脳外科医の日記 第9話（2024年6月10日、関西テレビ・フジテレビ） - 奈緒 役
- 日本一の最低男 ※私の家族はニセモノだった 第3話（2025年1月23日、フジテレビ）

### 配信ドラマ
- 君と会えた10+3回（2020年3月31日 - 、U-NEXT） - 園児 役
- HEART ATTACK（2025年3月20日、FOD） - 陽毬 役[4]

### バラエティー番組
- 痛快TV スカッとジャパン（フジテレビ）
- 行列のできる法律相談所（日本テレビ）
- ザ・発言X（日本テレビ）

### CM
- 日本製鉄（2023年10月2日 - ）[5]